# Cofana unimaculata
Cofana unimaculata  (лат.) — вид прыгающих насекомых рода Cofana из семейства цикадок (Cicadellidae). Встречаются в тропиках Старого Света: Африка, Юго-Восточная Азия, Австралия. Длина самцов — 5,6—6,2 мм, самок — 6,6—6,9 мм. Желтовато-зелёные цикадки с тёмными отметинами на теле. Питаются соками из ксилемы растений.